# Apamea abruzzorum
Apamea abruzzorum là một loài bướm đêm trong họ Noctuidae.